# バルバラ・パルヴィン
バーバラ・パルヴィン（Barbara Palvin、1993年10月8日 -）は、ハンガリー出身の女性ファッションモデル。英語読みでバーバラ・パルヴィンとも表記される。

## 略歴
ハンガリーの首都ブダペストで生まれる。
2006年、13歳の頃、ブダペストの街角で見出され、
そして、『シュプール誌』で初めて写真撮影の被写体となった。2008年、日本でモデル活動。ほどなくして米国の大手モデル事務所「IMG Models」と契約する。2010年2月に行われたミラノ・コレクションで、イタリアのファッションブランドであるプラダの専属モデルとしてランウェイデビューを飾る。次いで、ルイ・ヴィトン、シャネル、ヴィクトリアズ・シークレット、ヴィヴィアン・ウエストウッド、ニナ・リッチ、エマニュエル・ウンガロ、ロエベ、エトロでそれぞれランウェイした。また、フランス・イギリス・ロシア・スペイン・ドイツ版『ヴォーグ』、『エル』、『ハーパース・バザー』、『マリ・クレール』、『コスモポリタン』といったファッション雑誌に登場する。そして、2012年にはフランスの化粧品会社ロレアルグループのブランドであるロレアル パリの大使に選ばれた。Models.comによる2013年の世界モデルランキングで23位。2019年3月には、ヴィクトリアズ・シークレット・エンジェル入りした。

## 映画
| 公開年 | 作品名              | 役        | 監督               |
| ------ | ------------------- | --------- | ------------------ |
| 2014年 | ヘラクレス Hercules | Antimache | ブレット・ラトナー |